# Мелчерт, Крэйг
Харолд Крэйг Мелчерт (Harold Craig Melchert; род. 5 апреля 1945) — американский лингвист, известный благодаря своим работам об анатолийской группе языков индоевропейской языковой семьи.
Получил степень бакалавра по немецкому языку в Университете штата Мичиган в 1967 году и степень доктора лингвистики в Гарвардском университете в 1977. С 1968 по 1972 он служил в воздушных силах США, где он учил китайский. Преподавал в университетах Северной Каролины и в Обществе лингвистов Америки. С 2007 года преподает индоевропейские учения в Университете Калифорнии в Лос- Анджелесе.

## Труды
- Studies in Hittite Historical Phonology. Göttingen: Vandenhoeck & Ruprecht, 1984
- Lycian Lexicon. Chapel Hill, N.C.: Copytron, 1989, iv + 122pp.; 2nd edn. Chapel Hill University Press, 1993, vi + 130pp.
- Cuneiform Luvian Lexicon. Chapel Hill, N.C.: self-published, 1993,
- Anatolian Historical Phonology, Amsterdam: Rodopi, 1994,
- A Grammar of the Hittite Language, Eisenbrauns, 2008,
- A Dictionary of the Lycian Language, Ann Arbor-NY: Beech Stave Press, 2004,